# Kleines Helmkraut
Das Kleine Helmkraut (Scutellaria minor), auch Moorschildkraut genannt, ist eine Pflanzenart aus der Gattung der Helmkraut (Scutellaria) innerhalb der Familie der Lippenblütler (Lamiaceae).

## Beschreibung

### Erscheinungsbild und Blatt
Das Kleine Helmkraut wächst als sommergrüne, ausdauernde krautige Pflanze und erreicht meist Wuchshöhen von 10 bis 20 Zentimetern. Der meist dünne und scharf vierkantige Stängel wächst häufig einfach, kann aber auch viele abstehende Seitenäste besitzen. Er ist glatt oder an den Kanten etwas rau.
Die gegenständig angeordneten Laubblätter sind sehr kurz gestielt. Die einfache Blattspreite ist bei einer Länge von 1 bis 2 Zentimetern sowie einer Breite von 3 bis 6 Millimetern eiförmig-lanzettlich mit abgerundeten oder gestutzten Spreitengrund. Die mittleren Laubblätter besitzen jederseits einen schwachen Zahn. Sie sind meist stumpf und schwachnervig, unterseits nur wenig heller als oberseits und in der Regel beiderseits von kurzen Haaren mehr oder weniger rau.

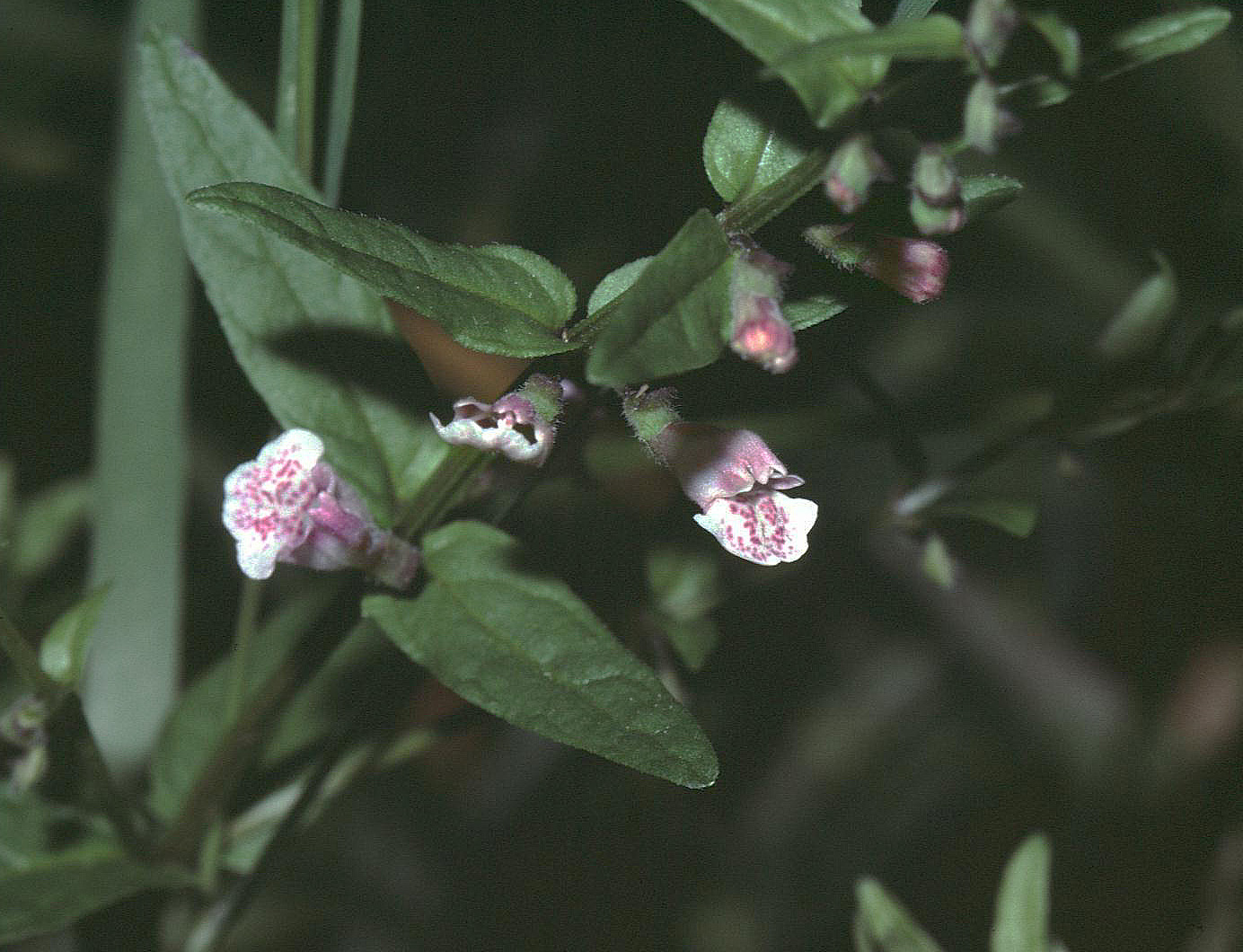
Habitus, gegenständige Blätter und Blüten

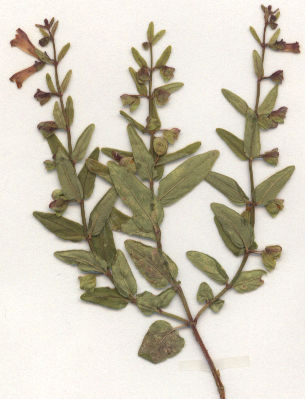
Herbarbeleg

### Blütenstand, Blüte und Frucht
Die Blütezeit reicht von Juli bis August, teilweise auch noch bis September. Das Kleine Helmkraut bildet endständige, reichblütige, einseitswendige, scheintraubige Blütenstände mit nach oben allmählich kleiner werdenden Hochblättern. Die unteren Tragblätter sind stets länger, während die oberen etwas kürzer als die Blüten sind. Die fast waagerecht abstehenden Blütenstiele sind 2 Millimeter lang. Der Blütenstiel, der Blütenkelch und die Blütenkrone sind mit kurzen, abstehenden und drüsenlosen Haaren schwach flaumig behaart.
Die zwittrigen Blüten sind bei einer Länge von 6 bis 7 Millimetern zygomorph und fünfzählig mit doppelter Blütenhülle. Die Krone ist schmutzig violett-rosafarben und besitzt eine gerade, vorgestreckte, trichterförmige Röhre. Sie hat eine kurze, breite, dreilappige Oberlippe und eine etwas längere, weißliche, purpurfarben-gefleckte Unterlippe. Die längeren Staubblätter sind etwa so lang wie die Oberlippe, unter deren Seitenlappen sie liegen.
Die Klausenfrucht zerfällt in vier gelb-braune und fast kugelige Klausen, die dicht mit rauen Warzen besetzt sind.

### Chromosomenzahl
Die Chromosomenzahl beträgt 2n = 28.

## Ökologie
Beim Kleinen Helmkraut handelt es sich um einen Hemikryptophyten.
Die Bestäubung erfolgt durch Insekten. Im Blütenbau unterscheidet das Kleine Helmkraut sich durch die gerade Kronröhre und die von ihr nicht gelenkig abgesetzte Oberlippe von den verwandten Helmkraut-Arten. Die Kronröhre ist so kurz, dass der Nektar auch kurzrüssligen Insekten zugänglich ist.
Die Ausbreitung der Diasporen erfolgt durch Windausbreitung, Klettausbreitung sowie Selbstausbreitung. Die rauen Klausen werden wahrscheinlich durch Vögel verbreitet. Dadurch lassen sich wohl auch die häufig sehr isolierten Standorte erklären.

## Vorkommen
Scutellaria minor ist eine atlantische Moorpflanze, die in Deutschland ihre Ostgrenze erreicht. Es ist von den Azoren und Portugal über Spanien durch Frankreich bis Irland, England und Westschottland sowie in Italien verbreitet. Sie ist in Mitteleuropa recht selten und kommt in Belgien, Holland und Luxemburg sowie im westlichen Teil Deutschlands und in Polen sowie in Schweden vor. Sie fehlt völlig in der Schweiz sowie in Österreich.
In Deutschland ist das Kleine Helmkraut vor allem im Rheingebiet verbreitet, aber nirgends häufig. Ferner gibt es Vorkommen im südlichen Schwarzwald, sowie recht isolierte Fundorte in Württemberg, Bayern, Nordrhein-Westfalen, Niedersachsen, Sachsen-Anhalt, Brandenburg und Sachsen. In der Roten Liste gefährdeter Arten Deutschlands ist sie als gefährdet eingestuft.
Das Kleine Helmkraut kommt nur auf kalkarmen Böden vor. Es ist eine der wenigen deutlich kalkfliehenden Lippenblütler. Das Kleine Helmkraut wächst in Hoch- und Übergangsmooren, auf nassem Torf, Sand und Lehm, in Bruchwäldern und Gräben. Es ist in Mitteleuropa eine Charakterart des Verbands Juncion acutiflori, kommt aber auch in der Gesellschaft des Sphagno-Alnetum aus dem Alnion-Verband oder Stellario-Scirpetum aus dem Nanocyperion-Verband vor.
Es wächst vom Tiefland bis in die Tannen- und Fichtenstufe der Mittelgebirge.